# Prepona antikleia
Prepona antikleia är en fjärilsart som beskrevs av Hans Fruhstorfer 1905. Prepona antikleia ingår i släktet Prepona och familjen praktfjärilar. Inga underarter finns listade i Catalogue of Life.